# Julius Karl Schläger
Julius Karl Schläger (Julius Carl Schlaeger; * 25. September 1706 in Hannover; † 14. Juni 1786 in Gotha) war ein deutscher Philologe, Bibliothekar, Numismatiker und Hochschullehrer.

## Leben
Schläger studierte an der Universität Helmstedt, an der er unter dem Einfluss von Hermann von der Hardt stand. Anschließend war er Hauslehrer bei Johann Anderson in Hamburg. 1730 nahm er an der Helmstedter Universität als Magister legens die universitäre Lehrtätigkeit auf. 1736 wurde er zum Professor der griechischen und orientalischen Philologie ernannt. Um 1740 war er auch Bibliothekar an der Universitätsbibliothek Helmstedt.
Schläger erweckte mit der Schrift über eine Münze Alexander des Großen die Aufmerksamkeit von Herzog Friedrich III. von Sachsen-Gotha-Altenburg. 1744 folgte er einem Ruf als Nachfolger von Hermann Ulrich von Lingen nach Gotha. Dort wurde er Rat und Antiquarius und damit Aufseher des Münzkabinetts auf Schloss Friedenstein. Nach dem Tod Ernst Salomon Cyprians erhielt er am 18. Februar 1746 das Amt des Direktors der herzoglichen Bibliothek. Schläger erwarb 1745 die Molanus-Böhmer’sche Münzsammlung und 1746 die des braunschweigischen Arztes Johann Heinrich Burckhard, die er zuvor katalogisiert hatte.
Schläger praktizierte eine sehr restriktive Zugangspolitik zu Bibliothek und Sammlung, was ihm ein angespanntes Verhältnis zu den Einheimischen eintrug. Ebenfalls angespannt soll das Verhältnis zu seinen Kollegen Gottfried Christian Freiesleben und Gustav Adolf von Gotter gewesen sein. Von Herzog Ernst II. wurde er zum Geheimen Hofrat ernannt.

## Schriften (Auswahl)
- Oratio de litteris humanioribus caussa confessionis Augustanae. Schnorr, Helmstedt 1730. (Digitalisat)
- Gemma antiqua, sistens Europae raptum imagine prorsus singulari adumbratum illustrata dissertatione epistolari. Vandenhoeck und Mirgelberg, Hamburg 1734. (Digitalisat)
- Dissertatio epistolaris de Diana Lysizōnō. Oiscator, Hamburg 1735. (Digitalisat)
- Commentatio De Nvmo Alexandri Magni, Cvm Svmma Raritate Tvm Typo Singvlari Conspicvo Et Thesavri Fridericiani Ornamento Maximo. Piscator, Hamburg 1736. (Digitalisat)
- Commentatio de diis hominibusque servatoribus ex numis atque marmoribus vetustis ad varia epistolarum Paulinarum loca. Schnorr, Helmstedt 1737. (Digitalisat)
- Nvmophylacivm Bvrckhardianvm. 4 Bände. Dirmborn, Helmstedt 1740–1745. (Digitalisat Band 1), (Band 2), (Band 3)
- (Hrsg.) Dissertationvm Rariorvm De Antiqvitatibvs Sacris Et Profanis Fascicvlvs, Schnorr, Helmstedt 1742.
- Index thesauri numarii Fridericiani, 16 Bände, Gotha 1744–1774.